# Josephine Salmons
Josephine Edna Salmons  (febrero de 1901, Johannesburgo, Gauteng, Sudáfrica - 22 de abril de 1950, Scottburgh, KwaZulu-Natal, Sudáfrica) fue una antropóloga sudafricana, quien realizó el descubrimiento del cráneo de Taung,  hecho que contribuyó a la teoría de los orígenes geográficos del ser humano. Realizó sus estudios entre 1922 y 1925 en la  Universidad del Witwatersrand, universidad sudafricana dentro de la región del Witwatersrand, en Sudáfrica, donde obtuvo su bachiller en ciencias con honores.  En 1924, Salmons descubrió un cráneo de homínido en Taung, conocido como el niño de Taung, hecho que compartió con su profesor Raymond Dart, quien  publicó un artículo sobre el cráneo encontrado por Salmons en la revista Nature en 1925 titulado "Australopithecus africanus: el hombre-simio de Sudáfrica". Este descubrimiento resultó ser el fósil de un cráneo infantil de Australopithecus africanus, considerado el eslabón perdido. Se considera que el hallazgo de este fósil infantil dio lugar al nacimiento de la paleontología humana moderna.

## Biografía
Josephine Edna Salmons nació en febrero de 1901, en Johannesburgo, Gauteng, Sudáfrica, hija del matrimonio formado por Joseph Walter Salmons y Cicley Anne Mathews. Salmons realizó sus estudios de antropología en la Universidad de Witwatersrand entre 1922 y 1925. Allí se graduó con el título de Bachelor of Science con honores.
Salmons se casó con Cecil Jackson y tuvieron dos hijos, Anne Winifred Jackson y Dudley Jackson. Falleció el 22 de abril de 1950 en Scottburgh, KwaZulu-Natal, Sudáfrica.

## Historia
En 1924, mientras visitaba a su amiga Pat Izod, se fijó en un cráneo colocado sobre la chimenea de la casa de Pat. Josephine Salmons estaba estudiando anatomía por lo que rápidamente identificó el cráneo como perteneciente a un mono fósil al cual le adjudicó importancia científica. En aquella época Salmons era una de las pocas mujeres estudiantes de anatomía que asistían a la Universidad de Witwatersrand, en Sudáfrica y la única estudiante en el curso de Dart. El padre de Pat era el director de la Northern Lime Company y el propietario de una cantera en Taung, por lo que dirigía una empresa que extraía piedra caliza cerca de la ciudad de Taung. Los trabajadores habían desenterrado numerosos fósiles durante la excavación y los Izod habían guardado éste como recuerdo. Salmons se llevó el cráneo y se lo mostró a su profesor, Raymond Dart, un antropólogo australiano quien estaba especialmente interesado en el cerebro. Dart al comienzo se mostró incrédulo. Hasta el momento se habían descubierto muy pocos fósiles de primates tan al sur de África y se creía que los humanos se habían originado en Asia. Así que el yacimiento de Taung debía albergar muchos de esos fósiles de un valor incalculable. Salmons le llevó a Dart el cráneo y éste pudo comprobar que tenía razón, el cráneo era innegablemente simio y medio humano.
Este era el fósil de un cráneo infantil de Australopithecus africanus. 
El fósil fue extraído de la roca en la que se encontraba incrustado. El espécimen es excepcional por las partes conservadas: un cráneo y mandíbula y un molde interno de la caja craneal (endocráneo). 
Este individuo tenía todos los dientes de leche y le estaban terminando de salir las muelas definitivas  por lo que la muerte le sobrevino a los 3 años. 
Dart sostenía que se trataba del eslabón perdido de Darwin. 

Hacia finales de 1924, la señorita Josephine Salmons, estudiante de anatomía en la Universidad de Witwatersrand, me trajo el cráneo fosilizado de un mono cercopitécido que, por su mediación, fue generosamente prestado al Departamento para su descripción por su propietario, el señor E.G. Izod, de la Rand Mines Limited. Me enteré de que este valioso fósil había sido extraído de la formación de acantilados de piedra caliza -a una profundidad vertical de 50 pies y una profundidad horizontal de 200 pies- en Taung, que se encuentra a 80 millas al norte de Kimberley en la línea principal a Rodesia, en Bechuanalandia, por los operarios de la Northern Lime Company. Recientemente se han obtenido importantes pruebas estratigráficas de este distrito sobre la sucesión de las edades de piedra en Sudáfrica (Neville Jones, Jour.

La idea de que en África y no en Asia estuviera el origen de la humanidad era novedosa y escandalosa para su época. A pesar de su descubrimiento, Salmons recibió poco crédito por el descubrimiento del "eslabón perdido", que apoyaba la teoría de que los humanos se originaron en África y no en Asia.